# Interlands Fins voetbalelftal 1911-1919
Deze pagina toont een chronologisch en gedetailleerd overzicht van de interlands die het Fins voetbalelftal speelde in de periode 1911 – 1919.

## Interlands

### 1911
|                                                                          |                                |       |                                                                                               |                                                                                       |
| 22 oktober Vriendschappelijk № 1 «onderlinge duels» 13:30 uur (UTC+1:40) | Finland                        | 2 – 5 | Zweden                                                                                        | Eläintarhastadion, Helsinki Toeschouwers: 1.000 Scheidsrechter: Arve Eerikäinen (FIN) |
| 22 oktober Vriendschappelijk № 1 «onderlinge duels» 13:30 uur (UTC+1:40) | Uno Lindbäck 3' Paul Jerima 5' |       | 40' Ludvig Eriksson 46' Karl Persson 65' Adrian Brolin 86' Adrian Brolin 88' Rudolf Andersson | Eläintarhastadion, Helsinki Toeschouwers: 1.000 Scheidsrechter: Arve Eerikäinen (FIN) |

### 1912
|                                                                    | |       |                 |                                                                                  |
| 27 juni Vriendschappelijk № 2 «onderlinge duels» 20:00 uur (UTC+1) | Zweden | 7 – 1 | Finland         | Råsunda Idrottsplats, Solna Toeschouwers: 3.000 Scheidsrechter: Hugo Meisl (AUT) |
| 27 juni Vriendschappelijk № 2 «onderlinge duels» 20:00 uur (UTC+1) | Hjalmar Lorichs 11' Hjalmar Lorichs 50' Eric Dahlström 52' Hjalmar Lorichs 65' Karl Persson 80' Eric Dahlström 87' Karl Persson 88' |       | 38' Bror Wiberg | Råsunda Idrottsplats, Solna Toeschouwers: 3.000 Scheidsrechter: Hugo Meisl (AUT) |

| Olympische Spelen 1912 |
| ---------------------- |

|                                                                                 |                                                |       |                                       |                                                                                       |
| 29 juni Olympische Spelen Eerste ronde № 3 «onderlinge duels» 11:00 uur (UTC+1) | Finland                                        | 3 – 2 | Italië                                | Tranebergs Idrottsplats, Traneberg Toeschouwers: 600 Scheidsrechter: Hugo Meisl (AUT) |
| 29 juni Olympische Spelen Eerste ronde № 3 «onderlinge duels» 11:00 uur (UTC+1) | Jarl Öhman 2' Eino Soinio 40' Bror Wiberg 105' |       | 10' Franco Bontadini 25' Enrico Sardi | Tranebergs Idrottsplats, Traneberg Toeschouwers: 600 Scheidsrechter: Hugo Meisl (AUT) |

|                                                                            |                                |       |                     |                                                                                        |
| 30 juni Olympische Spelen Kwartfinale № 4 «onderlinge duels» 10:00 (UTC+1) | Finland                        | 2 – 1 | Rusland             | Tranebergs Idrottsplats, Traneberg Toeschouwers: 200 Scheidsrechter: Per Sjöblom (SWE) |
| 30 juni Olympische Spelen Kwartfinale № 4 «onderlinge duels» 10:00 (UTC+1) | Bror Wiberg 30' Jarl Öhman 80' |       | 71' Vasiliy Butusov | Tranebergs Idrottsplats, Traneberg Toeschouwers: 200 Scheidsrechter: Per Sjöblom (SWE) |

|                                                             |         |                                                                                     |                  |                                                                                      |
| 2 juli Olympische Spelen Halve finale № 5 15:00 uur (UTC+1) | Finland | 0 – 4                                                                               | Groot-Brittannië | Olympisch Stadion, Stockholm Toeschouwers: 4.000 Scheidsrechter: Ruben Gelbord (SWE) |
| 2 juli Olympische Spelen Halve finale № 5 15:00 uur (UTC+1) |         | 2' (e.d.) Jalmari Holopainen 7' Harold Walden 75' Harold Walden 85' Vivian Woodward |                  | Olympisch Stadion, Stockholm Toeschouwers: 4.000 Scheidsrechter: Ruben Gelbord (SWE) |

|                                                                                  |         | |           |                                                                                   |
| 4 juli Olympische Spelen Bronzen finale № 6 «onderlinge duels» 15:00 uur (UTC+1) | Finland | 0 – 9 | Nederland | Råsunda Idrottsplats, Solna Toeschouwers: 4.000 Scheidsrechter: Per Sjöblom (SWE) |
| 4 juli Olympische Spelen Bronzen finale № 6 «onderlinge duels» 15:00 uur (UTC+1) |         | 24' Jan van der Sluis 28' Huug de Groot 29' Jan Vos 43' Jan Vos 46' Jan Vos 57' Jan van der Sluis 74' Jan Vos 78' Jan Vos 86' Huug de Groot |           | Råsunda Idrottsplats, Solna Toeschouwers: 4.000 Scheidsrechter: Per Sjöblom (SWE) |

|  |  |  |  |  |  |  |  |  |

### 1913
Geen interlands gespeeld.

### 1914
|                                                                   |                                                                               |       |                                                              |                                                                                            |
| 24 mei Vriendschappelijk № 7 «onderlinge duels» 14:00 uur (UTC+1) | Zweden                                                                        | 4 – 3 | Finland                                                      | Råsunda Idrottsplats, Solna Toeschouwers: 2.000 Scheidsrechter: August Heiberg Kahrs (NOR) |
| 24 mei Vriendschappelijk № 7 «onderlinge duels» 14:00 uur (UTC+1) | Karl Bergström 22' Iwar Swensson 59' Iwar Swensson 82' Walfrid Gunnarsson 85' |       | 35' Lars Schybergson 48' Knut Johansson 62' Lars Schybergson | Råsunda Idrottsplats, Solna Toeschouwers: 2.000 Scheidsrechter: August Heiberg Kahrs (NOR) |

### 1915
Geen interlands gespeeld

### 1916
Geen interlands gespeeld

### 1917
Geen interlands gespeeld

### 1918
Geen interlands gespeeld

### 1919
|                                                                   |                   |       |         |                                                                                            |
| 29 mei Vriendschappelijk № 8 «onderlinge duels» 13:30 uur (UTC+1) | Zweden            | 1 – 0 | Finland | Olympisch Stadion, Stockholm Toeschouwers: 8.000 Scheidsrechter: Hagbard Vestergaard (DEN) |
| 29 mei Vriendschappelijk № 8 «onderlinge duels» 13:30 uur (UTC+1) | Olof Svedberg 71' |       |         | Olympisch Stadion, Stockholm Toeschouwers: 8.000 Scheidsrechter: Hagbard Vestergaard (DEN) |

|                                                                            |                                                            |       |                                                   |                                                                                            |
| 28 september Vriendschappelijk № 9 «onderlinge duels» 13:00 uur (UTC+1:40) | Finland                                                    | 3 – 3 | Zweden                                            | Töölön Pallokenttä, Helsinki Toeschouwers: 4.500 Scheidsrechter: Hagbard Vestergaard (DEN) |
| 28 september Vriendschappelijk № 9 «onderlinge duels» 13:00 uur (UTC+1:40) | August Wickström 22' August Wickström 37' Holger Thorn 75' |       | 78' Rudolf Kock 83' Bror Arontzon 88' Rudolf Kock | Töölön Pallokenttä, Helsinki Toeschouwers: 4.500 Scheidsrechter: Hagbard Vestergaard (DEN) |

Finse voetbalbond · A-internationals · Bondscoaches · Statistieken · Fins vrouwenelftal · Olympisch elftal · Finland U21 · Finland U20 · Finland U19 · Finland U18 · Finland U17 · Finland U16
1911 – 1919 ·
1920 – 1929 ·
1930 – 1939 ·
1940 – 1949 ·
1950 – 1959 ·
1960 – 1969 ·
1970 – 1979 ·
1980 – 1989 ·
1990 – 1999 ·
2000 – 2009 ·
2010 – 2019 ·
2020 − 2029
EK 2020
OS 1912 ·
OS 1936 ·
OS 1952 ·
OS 1980
1911 · 
1912 · 
1913 · 
1914 · 
1915 · 1916 · 1917 · 1918 · 
1919 · 
1920 · 
1921 · 
1922 · 
1923 · 
1924 · 
1925 · 
1926 · 
1927 · 
1928 · 
1929 · 
1930 · 
1931 · 
1932 · 
1933 · 
1934 · 
1935 · 
1936 · 
1937 · 
1938 · 
1939 · 
1940 · 
1941 · 
1942 · 
1943 · 
1944 · 
1945 · 
1946 · 
1947 · 
1948 · 
1949 · 
1950 · 
1952 · 
1952 · 
1953 · 
1954 · 
1955 · 
1956 · 
1957 · 
1958 · 
1959 · 
1960 · 
1961 · 
1962 · 
1963 · 
1964 · 
1965 · 
1966 · 
1967 · 
1968 · 
1969 · 
1970 · 
1971 · 
1972 · 
1973 · 
1974 · 
1975 · 
1976 · 
1977 · 
1978 · 
1979 · 
1980 · 
1981 · 
1982 · 
1983 · 
1984 · 
1985 · 
1986 · 
1987 · 
1988 · 
1989 · 
1990 · 
1991 · 
1992 · 
1993 · 
1994 · 
1995 · 
1996 · 
1997 · 
1998 · 
1999 · 
2000 · 
2001 · 
2002 · 
2003 · 
2004 · 
2005 · 
2006 · 
2007 · 
2008 · 
2009 · 
2010 · 
2011 · 
2012 · 
2013 · 
2014 · 
2015 · 
2016 · 
2017 · 
2018 ·
2019 ·
2020
Albanië ·
Algerije ·
Andorra ·
Armenië ·
Azerbeidzjan ·
Bahrein ·
Barbados ·
België ·
Bermuda ·
Bolivia ·
Bosnië en Herzegovina ·
Brazilië ·
Bulgarije ·
Canada ·
Chili ·
China ·
Colombia ·
Costa Rica ·
Cyprus ·
Denemarken ·
DDR ·
(West-)Duitsland ·
Ecuador ·
Egypte ·
Engeland ·
Estland ·
Faeröer ·
Frankrijk ·
Georgië ·
Griekenland ·
Honduras ·
Hongarije ·
Ierland ·
IJsland ·
India ·
Irak ·
Israël ·
Italië ·
Japan ·
Jemen ·
Joegoslavië ·
Jordanië ·
Kameroen ·
Kazachstan ·
Koeweit ·
Kosovo ·
Kroatië ·
Letland ·
Liechtenstein ·
Litouwen ·
Luxemburg ·
Maleisië ·
Malta ·
Marokko ·
Mexico ·
Moldavië ·
Montenegro ·
Nederland ·
Noord-Ierland ·
Noord-Korea ·
Noord-Macedonië ·
Noorwegen ·
Oekraïne · 
Oman ·
Oostenrijk ·
Peru ·
Polen ·
Portugal ·
Qatar ·
Roemenië ·
Rusland ·
San Marino ·
Saoedi-Arabië ·
Schotland ·
Servië ·
Servië en Montenegro ·
Singapore ·
Slovenië ·
Slowakije ·
Sovjet-Unie ·
Spanje ·
Thailand ·
Trinidad en Tobago ·
Tsjechië ·
Tsjecho-Slowakije ·
Tunesië ·
Turkije ·
Uruguay ·
Verenigde Arabische Emiraten ·
Verenigde Staten ·
Wales ·
Wit-Rusland ·
Zuid-Korea ·
Zweden ·
Zwitserland
België (2021) · 
Denemarken (2021) · 
Rusland (2021)
België · Bohemen · Denemarken · Duitsland · Engeland · Finland · Frankrijk · Hongarije · Ierland · Italië · Luxemburg · Nederland · Noorwegen · Oostenrijk · Rusland · Schotland · Wales · Zweden · Zwitserland